# Katedrála Prozřetelnosti Boží (Kišiněv)
Katedrála Prozřetelnosti Boží (rumunsky Catedrala Providenţa Divină) v Kišiněvě je sídelním kostelem biskupa kišiněvské diecéze římskokatolické církve.
Kostel byl vystavěn v klasicistním stylu v letech 1840–1843 na místě starší kaple stejného zasvěcení. Roku 1964 byl církvi odebrán, vrácen byl roku 1989. Od zřízení kišiněvské diecéze roku 2001 plní funkci katedrály.